# Сицина-Пулноцна
Сицина-Пулноцна (пол. Sycyna Północna) — село в Польщі, у гміні Зволень Зволенського повіту Мазовецького воєводства.
Населення — 743 особи (2011).
У 1975-1998 роках село належало до Радомського воєводства.

## Демографія
Демографічна структура станом на 31 березня 2011 року:
|          | Загалом | Допрацездатний вік | Працездатний вік | Постпрацездатний вік |
| -------- | ------- | ------------------ | ---------------- | -------------------- |
| Чоловіки | 365     | 86                 | 239              | 40                   |
| Жінки    | 378     | 84                 | 203              | 91                   |
| Разом    | 743     | 170                | 442              | 131                  |